# Eparquia de Irinjalakuda
A Eparquia de Irinjalakuda (Latim:Eparchia Irinialakudensis) é uma eparquia pertencente a Igreja Católica Siro-Malabar com rito Siro-Malabar. Está localizada no município de Irinjalakuda, no estado de Querala, pertencente a Arquieparquia de Thrissur na Índia. Foi fundada em 22 de junho de 1978 pelo Papa Paulo VI. Com uma população católica de 289.000 habitantes, sendo 20,7% da população total, possui 137 paróquias com dados de 2020.

## História
Em 22 de junho de 1976 o Papa Paulo VI cria a Eparquia de Irinjalakuda através do território da Eparquia de Thrissur. Desde sua fundação em 1976 pertence a Igreja Católica Siro-Malabar, com rito Siro-Malabar.

## Lista de eparcas
A seguir uma lista de eparcas desde a criação da eparquia em 1976.
|                         | Nome                    | Período                 | Notas                   |
| Eparcas de Irinjalakuda | Eparcas de Irinjalakuda | Eparcas de Irinjalakuda | Eparcas de Irinjalakuda |
| ----------------------- | ----------------------- | ----------------------- | ----------------------- |
| 2º                      | Pauly Kannookadan       | 2010 - atual            |                         |
| 1º                      | James Pazhayattil       | 1978 - 2010             |                         |